# Popis hrvatskih veleposlanika na Jamajci
Republika Hrvatska i Jamajka održavaju diplomatske odnose od 9. listopada 1996. Sjedište veleposlanstva je u New Yorku.

## Veleposlanici
Hrvatska nema rezidentno veleposlanstvo na Jamajci. Stalna misija Republike Hrvatske pri Ujedinjenim narodima, New York pokriva Antigvu i Barbudu, Bahame, Barbados, Belize, Dominiku, Dominikansku Republiku, El Salvador, Grenadu, Gvajanu, Gvatemalu, Haiti, Honduras, Jamajku, Kostariku, Nikaragvu, Surinam, Sveti Kristofor i Nevis, Svetu Luciju, Sveti Vincent i Grenadini.
| Veleposlanik      | Postavljenje       | Opoziv             | Sjedište |
| ----------------- | ------------------ | ------------------ | -------- |
| Mirjana Mladineo  | 4. rujna 2006.     | 8. veljače 2008.   | New York |
| Neven Jurica      | 6. travnja 2009.   | 31. kolovoza 2009. | New York |
| Ranko Vilović     | 18. siječnja 2010. | 31. srpnja 2013.   | New York |
| Vladimir Drobnjak | 11. prosinca 2013. |                    | New York |

## Vanjske poveznice
- Jamajka na stranici MVEP-a